# Casa del Mutilato (Ravenna)
La Casa del Mutilato, o Casa del Mutilato di Guerra, o Palazzo del Mutilato è un edificio situato in Piazza John Fitzgerald Kennedy a Ravenna.

## Storia
Nel 1935 il Comune di Ravenna approvò il progetto di costruzione della "nuova piazza del mercato" (oggi piazza Kennedy) e, tra il 1937 e il 1939, avviò ampi lavori: nell'ambito di un radicale rinnovamento degli spazi del centro e dell'immagine urbana vennero interamente spianati in funzione dell'apertura della nuova piazza, gli edifici precedenti.
Il progetto dell'edificio, commissionato dall'Associazione nazionale mutilati e invalidi di guerra, fu redatto dall'Architetto Matteo Focaccia tra il 1938 e il 1942.

## Architettura
Si tratta di un ampio stabile allungato e asimmetrico, dalle forme imponenti, secche e geometriche, in mattoni a vista. La facciata è decorata da due bassorilievi dello scultore Umberto Pinzauti, che rappresentano una Vittoria alata con gli emblemi della lotta e del martirio e la Gloria con la tromba e lo scudo, su cui sono incise le vittorie del Piave e di Vittorio Veneto.
Sopra l'ingresso campeggia ancora la citazione dantesca "Dall'alto scende virtù che m'aiuta". Nella facciata spicca un balconcino stondato, l'arengo, da cui si arringava il popolo e sopra di esso il simbolo dell'associazione nazionale Mutilati e Invalidi di Guerra: tre baionette iscritte in una corona di spine.
L'edificio si compone di due ali asimmetriche, di maggiori dimensioni l'ala ovest, più stretta e allungata l'ala est. L'entrata, posta al centro della facciata sulla piazza, è preceduta da un cortile d'onore quadrato, cui si accede attraverso una scalinata e un imponente pronao con pilastri di ordine gigante, ulteriormente enfatizzato dall'attico soprelevato. Le aperture hanno una distribuzione asimmetrica che riflette le differenti suddivisioni interne: a sinistra del pronao spiccano l'arengario semicircolare e le tre grandi finestre a sviluppo verticale del salone delle riunioni del primo piano, mentre l'ala destra era caratterizzata dalla ripartizione regolare delle finestre su tre ordini. Al pianterreno le finestre originarie dell'ala destra sono state allargate, per ricavare tre vetrine che creano una corrispondenza coi tre portali dell'ala sinistra.

## I Mosaici
Nel salone delle riunioni della Casa del Mutilato furono posti, tra il 1940 e il 1941, cinque pannelli a mosaico, nati con intento celebrativo del regime fascista, dei quali è innegabile il grande valore artistico e l'importanza che rivestono nella storia del mosaico moderno.
I mosaici furono realizzati tra il 1940 e il 1941, su cartoni dei pittori Antonio Giuseppe Santagata e Giovanni Majoli nel Salone d'onore (adesso Salone dei Mosaici), ambiente di notevolissimo pregio architettonico e decorativo, con l'intento di stabilire la continuità fra l'Impero romano e il Fascismo, di rendere omaggio allo spirito combattentistico della prima guerra mondiale e di glorificare le guerre combattute dal Regime fascista: Guerra d'Africa (1935-1936) e la Guerra di Spagna (1936-1939).
I mosaici sono opera dei maggiori maestri mosaicisti del XX secolo, della Scuola del Mosaico dell'Accademia di Belle Arti di Ravenna: Renato Signorini, Werther Focaccia, Libera Musiani, Antonio Rocchi e Ines Morigi Berti.
I mosaici dopo un lungo oblio vennero riportati alla luce nel 1994 e restaurati, e ora sono finalmente visibili.